# جامعه‌نگاری

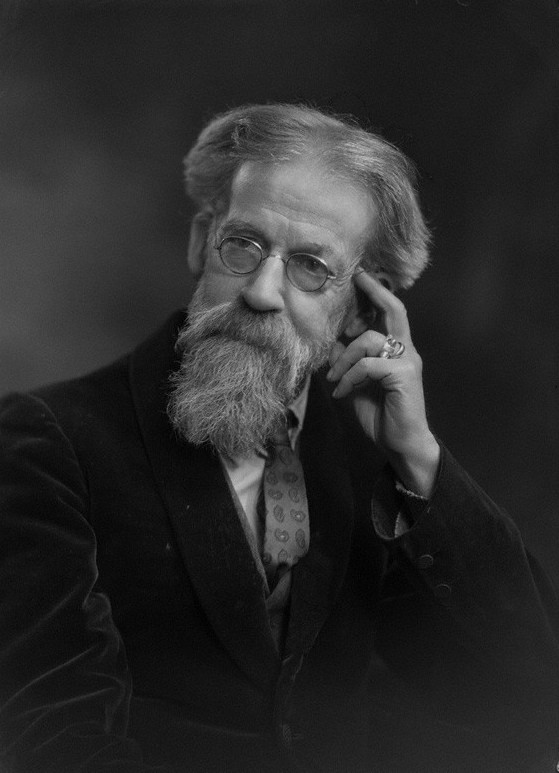
سبالد رودولف اشتاینمتز

جامعه‌نگاری (به فرانسوی: Sociography) نوشتن در مورد جامعه، زیرمجموعه‌های اجتماعی و الگوهای اجتماعی است، بدون انجام نخستین مطالعه عمیق که معمولاً در زمینه دانشگاهی جامعه‌شناسی مورد نیاز است. این اصطلاح توسط جامعه‌شناس هلندی سبالد رودولف اشتاینمتز در سال ۱۹۱۳ مطرح شد.
جامعه‌نگاری به‌طور معمول به صورت تفسیر بی‌قاعده است، اگرچه ممکن است بخشی از رمان‌هایی باشد که زندگی در یک جامعه معین را به تصویر می‌کشد. بیشتر جامعه‌شناسی در حال چاپ بر گروه‌های فرعی جامعه مانند قومیت، محله یا گروه‌های جغرافیایی شغلی متمرکز است.

## تضاد در محدوده میدان
برخی از جامعه شناسان، مانند پاتریک گدس، باورمنددند جامعه‌شناسی فقط به عنوان ترکیب محدود جامعه‌شناسی و جغرافیا به درستی در نظر گرفته می‌شود. مشخص نیست که آیا این امر در مواردی که اجزاءجامعهٔ مورد مطالعه از نظر جغرافیایی محدود نیست نیز صدق می‌کند یا خیر؟

## تاریخچه اخیر
جامعه‌نگاری در سال‌های اخیر اهمیت فزاینده ای یافته‌است زیرا بسیاری از نویسندگان شروع به بیان موضوعات مربوط به نژاد و فرهنگ کرده‌اند. اگرچه نوشتن آنها بدون بهره‌مندی از تحصیلات آکادمیک انجام می‌شود ولی هنوز توضیحی معتبر برای یک رژیم فرهنگی معین تلقی می‌شود.
در گروه‌های علوم اجتماعی بسیاری از دانشگاه‌ها، جامعه‌نگاری اکنون یک فراانتظاط تلقی می‌شود که شامل مطالعه ادبیات، جامعه‌شناسی، فرهنگ سیاسی و اقتصاد است.

## آثار جامعه‌نگارانه برجسته
- سبالد رودولف اشتاینمتز: "جایگاه جامعه‌نگاری در سلسله علوم انسانی", آرشیو فلسفه حقوقی و اقتصادی, جلد. ۶، شماره ۳ (۱۹۱۲/۱۹۱۳)، صفحات: ۴۹۲–۵۰۱.
- "جامعه‌نگاری زندگی موسیقی در کشورهای صنعتی - یک کار پژوهشی": دنیای موسیقی، جلد. ۲۱، شماره ۳ (۱۹۷۹)، صفحات: ۷۸–۸۶ (نوازندگان در کشورهای صنعتی)
- ماری جاهودا، پل اف. لازارسفلد، هانس زایزل، کریستین فلک، Die Arbeitslosen von Marienthal (1932؛ ویرایش انگلیسی ۱۹۷۱ - مارینتال: جامعه‌نگاری جامعه بیکار - شومیز توسط ناشران معامله در ایالات متحده، ۲۰۰۲)(مناطق دارای نرخ بالای بیکاری)